# Ballaigues
Ballaigues ([baˈlɛɡ], toponimo francese) è un comune svizzero di 1 114 abitanti del Canton Vaud, nel distretto del Jura-Nord vaudois.

## Monumenti e luoghi d'interesse

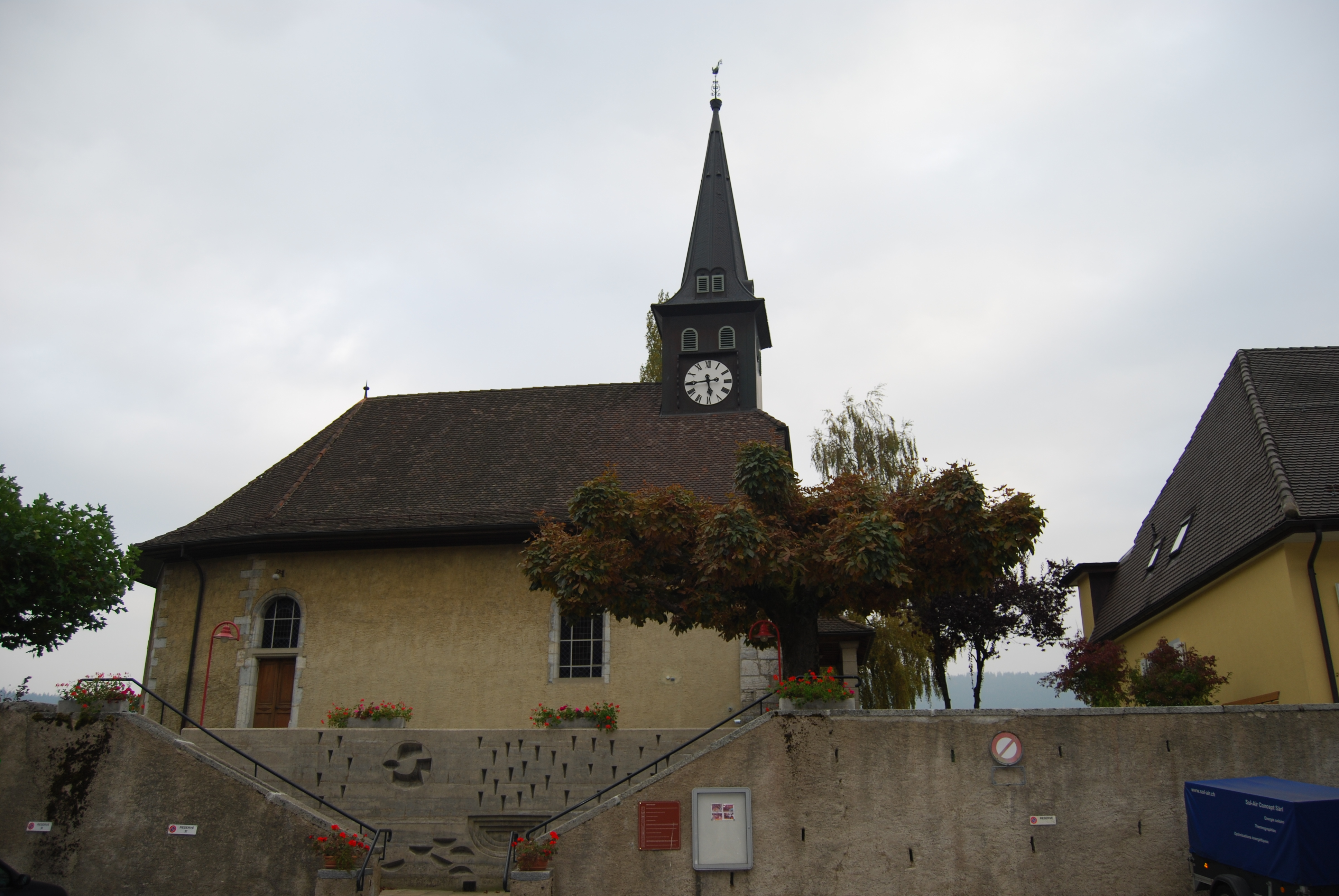
La chiesa di San Giovanni Battista

- Chiesa riformata di San Giovanni Battista, attestata dal 1228 e ricostruita nel 1711[1].

## Società

### Evoluzione demografica
L'evoluzione demografica è riportata nella seguente tabella:
Abitanti censiti

## Amministrazione
Ogni famiglia originaria del luogo fa parte del cosiddetto comune patriziale e ha la responsabilità della manutenzione di ogni bene ricadente all'interno dei confini del comune.